# Ciclismo nos Jogos Olímpicos de Verão de 1948
O ciclismo nos Jogos Olímpicos de Verão de 1948 foi realizado em Londres, no Reino Unido, com dois eventos de estrada e quatro de pista, todos masculinos. As provas de pista foram disputadas no Velódromo Herne Hill, ao sul de Londres.

## Eventos do ciclismo
Masculino: Estrada individual | Equipes contra o relógio | 1 km contra o relógio | Velocidade | Tandem | Perseguição por equipes

## Estrada individual masculino
| Pos. | País                | Atletas           |
| ---- | ------------------- | ----------------- |
|      | França (FRA)        | José Beyaert      |
|      | Países Baixos (NED) | Gerardus Voorting |
|      | Bélgica (BEL)       | Lode Wouters      |

## Equipes contra o relógio masculino
| Pos. | País               | Atletas                                             |
| ---- | ------------------ | --------------------------------------------------- |
|      | Bélgica (BEL)      | Léon Delathouwer Eugène van Roosbroeck Lode Wouters |
|      | Grã-Bretanha (GBR) | Robert John Maitland Ian Scott Gordon Thomas        |
|      | França (FRA)       | José Beyaert Jacques Dupont Alain Moineau           |

## 1 km contra o relógio masculino
| Pos. | País               | Atletas        |
| ---- | ------------------ | -------------- |
|      | França (FRA)       | Jacques Dupont |
|      | Bélgica (BEL)      | Pierre Nihant  |
|      | Grã-Bretanha (GBR) | Thomas Godwin  |

## Velocidade individual masculino
| Pos. | País               | Atletas         |
| ---- | ------------------ | --------------- |
|      | Itália (ITA)       | Mario Ghella    |
|      | Grã-Bretanha (GBR) | Reg Harris      |
|      | Dinamarca (DEN)    | Axel Schandorff |

## Tandem masculino
| Pos. | País               | Atletas                          |
| ---- | ------------------ | -------------------------------- |
|      | Itália (ITA)       | Renato Perona Ferdinando Teruzzi |
|      | Grã-Bretanha (GBR) | Alan Bannister Reg Harris        |
|      | França (FRA)       | Gaston Dron René Faye            |

## Perseguição por equipes masculino
| Pos. | País               | Atletas                                                      |
| ---- | ------------------ | ------------------------------------------------------------ |
|      | França (FRA)       | Fernand Decanali Pierre Adam Serge Blusson Charles Coste     |
|      | Itália (ITA)       | Rino Pucci Arnaldo Benfenati Guido Bernardi Anselmo Citterio |
|      | Grã-Bretanha (GBR) | Wilfred Waters Robert Geldard Thomas Godwin David Ricketts   |

## Quadro de medalhas do ciclismo
| Ordem | País              | Medalha de ouro | Medalha de prata | Medalha de bronze | Total |
| ----- | ----------------- | --------------- | ---------------- | ----------------- | ----- |
| 1     | FRA França        | 3               | 0                | 2                 | 5     |
| 2     | ITA Itália        | 2               | 1                | 0                 | 3     |
| 3     | BEL Bélgica       | 1               | 1                | 1                 | 3     |
| 4     | GBR Grã-Bretanha  | 0               | 3                | 2                 | 5     |
| 5     | NED Países Baixos | 0               | 1                | 0                 | 1     |
| 6     | DEN Dinamarca     | 0               | 0                | 1                 | 1     |